# Lepanthes disticha
Lepanthes disticha là một loài thực vật có hoa trong họ Lan. Loài này được (A.Rich. & Galeotti) Garay & R.E.Schult. mô tả khoa học đầu tiên năm 1959.